# جمهورية أبخازيا الاشتراكية السوفيتية ذاتية الحكم
جمهورية أبخازيا الاشتراكية السوفيتية ذاتية الحكم (بالروسية: Абхазская Автономная Советская Социалистическая Республика)‏؛ (بالجورجية: აფხაზეთის ავტონომიური საბჭოთა სოციალისტური რესპუბლიკა)؛ (بالأبخازية: Аҧснытәи Автономтә Советтә Социалисттә Республика)‏؛ والمختصرة بـ ASSR (بالروسية: Абхазская АССР)‏؛ (بالجورجية: აფხაზეთის ასსრ)؛ (بالأبخازية: Аҧснытәи АССР)‏ كانت جمهورية تتمتع بالحكم الذاتي في الاتحاد السوفيتي داخل جمهورية جورجيا الاشتراكية السوفيتية. ظهرت إلى حيز الوجود في فبراير 1931، عندما تحولت جمهورية أبخازيا الاشتراكية السوفيتية (SSR أبخازيا أو SSRA)، التي تم إنشاؤها في الأصل في مارس 1921، إلى وضع الحكم الذاتي داخل جمهورية جورجيا الاشتراكية السوفيتية.
اعتمدت جمهورية أبخازيا الاشتراكية السوفيتية ذاتية الحكم دستورها الخاص في 2 أغسطس 1937. كان الجهاز الأعلى للسلطة التشريعية هو مجلس السوفيت الأعلى الذي يتم انتخابه كل 4 سنوات وهيئته الرئاسية. السلطة التنفيذية منوطة بمجلس الوزراء المعين من قبل مجلس السوفيت الأعلى. كان لجمهورية أبخازيا الاشتراكية السوفيتية 11 نائبا في مجلس القوميات التابع لمجلس السوفيت الأعلى لاتحاد الجمهوريات الاشتراكية السوفيتية.

## التاريخ

### تشكيل
تأسست جمهورية أبخازيا الاشتراكية السوفيتية (SSR أبخازيا) عام 1921 بعد أن غزا الجيش الأحمر جورجيا. اتحدت جمهورية أبخازيا الاشتراكية السوفيتية التي كانت موجودة حتى عام 1931 مع جمهورية جورجيا الاشتراكية السوفيتية في وقت لاحق من ذلك العام باعتبارها «جمهورية معاهدة». خلال هذا الوقت تم منحها قدرًا كبيرًا من الحكم الذاتي، بحكم وضعها الفريد فيما يتعلق بجورجيا. في 19 فبراير 1931، تم إصلاح جمهورية أبخازيا الاشتراكية السوفيتية لتصبح جمهورية أبخازيا الاشتراكية السوفيتية المستقلة بالكامل، والتي تخضع بالكامل لسيطرة جورجيا، والتي كانت هي نفسها جمهورية مكونة لجمهورية الاتحاد السوفيتي الاشتراكية القوقازية (TSFSR).
لم يكن تخفيض تصنيف أبخازيا شائعًا بين السكان الأبخاز. تتمتع جمهورية أبخازيا الاشتراكية السوفيتية بدرجة كبيرة من الاستقلالية، بما في ذلك رموزها الوطنية (العلم وشعار النبالة)، ووحدات الجيش الوطني، وهو حق يُمنح فقط للجمهوريات الكاملة. كما كان لها دستورها الخاص، وهو حق آخر يمنح فقط للجمهوريات الكاملة. عندما تم إصلاحه أثناء احتجاجات أبخازيا SSR التي اندلعت في المنطقة، كانت المرة الأولى التي حدثت فيها احتجاجات واسعة النطاق ضد السلطات السوفيتية هناك.

### إنحلال
أتاح ظهور البيريسترويكا للأبخاز منفذاً للتعبير عن عدم رضاهم عن وضعهم داخل جورجيا. في عام 1988 تم إرسال خطاب موقع من قبل كبار الأبخاز إلى ميخائيل جورباتشوف والقيادة السوفيتية. حددت المظالم التي شعر بها الأبخاز وجادل بأنه على الرغم من التنازلات عام 1978، تم تجاهل الحكم الذاتي إلى حد كبير في المنطقة. واختتمت بالمطالبة بفصل أبخازيا عن جمهورية جورجيا الاشتراكية السوفيتية، واستعادتها كجمهورية سوفيتية كاملة، على غرار جمهورية أبخازيا الاشتراكية السوفيتية. تبع ذلك إعلان ليخني في مارس 1989، الذي كان وثيقة موقعة من قبل حوالي 37000 شخص. أدى ذلك إلى احتجاجات في جورجيا، بلغت ذروتها في مسيرة استقلال ضخمة مناهضة للسوفيت والموالية لجورجيا في تبليسي في 9 أبريل 1989، والتي تم تفريقها بعنف من قبل قوات وزارة الداخلية السوفيتية، مما أدى إلى مقتل عشرين شخصاً، معظمهم من الشابات، واصابة المئات من المتظاهرين. أزالت مأساة 9 أبريل / نيسان آخر بقايا المصداقية من النظام السوفيتي في جورجيا ودفعت بالعديد من الجورجيين إلى معارضة راديكالية للاتحاد السوفيتي، وفاقمت التوترات العرقية بين الجورجيين والجماعات الأخرى، ولا سيما الأبخاز والأوسيتيين. أدت أعمال الشغب الإضافية في سوخومي التي عارضت إنشاء فرع لجامعة ولاية تبليسي إلى تفاقم القومية الأبخازية.
ظلت التوترات عالية في أبخازيا وشهدت تجاهل الأبخاز للسلطة الجورجية في المنطقة تمامًا. تم تأكيد ذلك في 25 أغسطس 1990، عندما أصدر مجلس السوفيت الأعلى الأبخازي إعلانًا «حول سيادة دولة أبخازيا»، والذي أعطى الأسبقية للقوانين الأبخازية على القوانين الجورجية. كما أعلن مجلس السوفيت الأعلى أن أبخازيا جمهورية اتحادية كاملة داخل الاتحاد السوفيتي.
أدى انتصار تحالف قومي في أكتوبر 1990 إلى زيادة المشاكل، حيث كان الرئيس المنتخب حديثًا لمجلس السوفيت الأعلى الجورجي زفياد جامساخورديا، صريحًا في رغبته في الحد من الاستقلال الذاتي للسكان غير الجورجيين في البلاد. لكن في هذه المرحلة، توقفت السلطة الجورجية فعليًا في أبخازيا، حيث شاركت أبخازيا في الاستفتاء السوفيتي في 17 مارس 1991، والذي قاطعته بقية جورجيا، في حين أن السكان غير الجورجيين في المنطقة (جنبًا إلى جنب مع أوسيتيا الجنوبية، وبقية مناطق الحكم الذاتي في جورجيا)، لم يشاركوا في استفتاء الاستقلال في 9 أبريل 1991.
تم الاتفاق على تقاسم السلطة في آب / أغسطس 1991، وتقسيم الدوائر الانتخابية على أساس العرق، وأجريت انتخابات 1991 على هذا النحو، على الرغم من أنها لم تستمر. في 23 يوليو 1992، أعاد مجلس السوفيت الأعلى الأبخازي العمل بدستور عام 1925، الذي كان قد دعا أبخازيا كدولة ذات سيادة، وإن كانت في اتحاد معاهدة مع جورجيا. ردت جورجيا عسكريًا في 14 أغسطس، وبدأت حربًا استمرت حتى سبتمبر 1993، وأدت إلى استمرار الصراع الأبخازي الجورجي.

## المدنية والحضارة

### اللغة
شهدت اللغة الأبخازية تغييرات متعددة في النص خلال الحقبة السوفيتية. في ظل حكم korenizatsiia، لم يكن الأبخاز يعتبرون أحد الشعوب «المتقدمة» في الاتحاد السوفيتي، وبالتالي شهدوا تركيزًا متزايدًا على لغتهم الوطنية وتطورهم الثقافي. كجزء من هذه السياسات، تم تحويل اللغة الأبخازية إلى اللاتينية في عام 1928، جنبًا إلى جنب مع العديد من اللغات الإقليمية الأخرى في اتحاد الجمهوريات الاشتراكية السوفيتية، والانتقال من النص الأصلي القائم على الكيريلية. تم عكس هذه السياسة في عام 1938، حيث حلت السيريلية محل معظم الأبجديات اللاتينية. كانت الأبخازية أحد الاستثناءات القليلة. إلى جانب أوسيتيا في إقليم أوسيتيا الجنوبية المتمتع بالحكم الذاتي (أيضًا من جمهورية جورجيا الاشتراكية السوفيتية)، تبنت النص الجورجي، والذي استمر حتى عام 1953 عندما عادت إلى السيريلية وفعلت أوسيتيا الشيء نفسه.

## فهرس
- Anchabadze, Yu. D.; Argun, Yu. G. (2012), Абхазы (Abkhazians) (بالروسية), Moscow: Nauka
- Blauvelt، Timothy (مايو 2007)، "Abkhazia: Patronage and Power in the Stalin Era"، Nationalities Papers، ج. 35، ص. 203–232، DOI:10.1080/00905990701254318
- Broers، Laurence (يونيو 2009)، "'David and Goliath' and 'Georgians in the Kremlin': a post-colonial perspective on conflict in post-Soviet Georgia"، Central Asian Survey، ج. 28، ص. 99–118، DOI:10.1080/02634930903034096
- Chervonnaya، Svetlana (1994)، Conflict in the Caucasus: Georgia, Abkhazia and the Russian Shadow، ترجمة: Ariane Chanturia، Glastonbury, United Kingdom: Gothic Image Publications، ISBN:978-0-90-636230-3
- Francis، Céline (2011)، Conflict Resolution and Status: The Case of Georgia and Abkhazia (1989–2008)، Brussels: VUB Press، ISBN:978-90-5487-899-5
- Hewitt، B.G (1996)، "The Georgian/South Ossetian territorial and boundary dispute"، في Wright، John F.R.؛ Goldenberg، Suzanne؛ Schofield، Richard (المحررون)، Transcaucasian Boundaries، London: UCL Press Limited، ص. 190–225، ISBN:1-85728-234-5
- Hewitt، George، المحرر (1998)، The Abkhazians: A Handbook، New York City: St. Martin's Press
- Jones، Stephen (2013)، Georgia:A Political History Since Independence، London: I.B. Taurus، ISBN:978-1-78453-085-3
- Jones، Stephen F. (أكتوبر 1988)، "The Establishment of Soviet Power in Transcaucasia: The Case of Georgia 1921–1928"، Soviet Studies، ج. 40، ص. 616–639، DOI:10.1080/09668138808411783
- Lakoba، Stanislav (1995)، "Abkhazia is Abkhazia"، Central Asian Survey، ج. 14، ص. 97–105، DOI:10.1080/02634939508400893
- Lakoba, Stanislav (1990), Очерки Политической Истории Абхазии (Essays on the Political History of Abkhazia) (بالروسية), Sukhumi, Abkhazia: Alashara
- Lakoba, Stanislav (2001), "Я Коба а ты Лакоба (I am Koba and you are Lakoba", In Iskander, Fasil (ed.), Мое сердце в горах: очерки о современной Абхазии (My heart is in the mountains: Essays on modern Abkhazia) (بالروسية), Yoshkar Ola: Izd-vo Mariskogo Poligrafkombinata
- Martin، Terry (2001)، The Affirmative Action Empire: Nations and Nationalism in the Soviet Union, 1923–1939، Ithaca, New York: Cornell University Press، ISBN:978-0-80-143813-4
- Rayfield، Donald (2012)، Edge of Empires: A History of Georgia، London: Reaktion Books، ISBN:978-1-78-023030-6
- Saparov، Arsène (2015)، From Conflict to Autonomy in the Caucasus: The Soviet Union and the making of Abkhazia, South Ossetia and Nagorno Karabakh، New York City: Routledge
- Suny، Ronald Grigor (1994)، The Making of the Georgian Nation (ط. Second)، Bloomington, Indiana: Indiana University Press
- Zürcher، Christoph (2007)، The Post-Soviet Wars: Rebellion, Ethnic Conflict, and Nationhood in the Caucasus، New York City: New York University Press

## وصلات خارجية
- «الجمهورية الأبخازية الاشتراكية السوفيتية المستقلة»، الموسوعة السوفيتية الكبيرة باللغة الروسية.